# Nicola Abbagnano

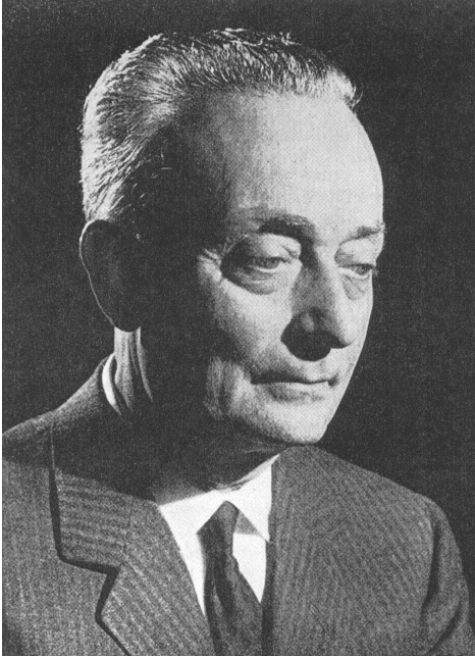
Nicola Abbagnano

Nicola Abbagnano [abba'ɲa:no] (* 15. Juli 1901 in Salerno, Italien; † 9. September 1990 in Mailand) war ein italienischer Philosoph. Er war Vertreter der Existenzphilosophie. Ab 1936 war er Professor in Turin.
Nach Abbagnano ist Existenz „Seinssuche“, in welcher der Mensch unmittelbar engagiert ist. Existentielle Entscheidungen seien der Versuch, im Jetzt eine „Einheit“ zwischen Vergangenheit und Zukunft zu finden.

## Schriften (Auswahl)
- Le sorgenti irrazionali del pensiero. Neapel 1923. Dissertation.
- Il problema dell’arte. Neapel 1925.
- Il nuovo idealismo inglese e americano. Neapel 1927.
- La filosofia di E. Meyerson e la logica dell’identità. Neapel / Città di Castello 1929
- Guglielmo di Ockham. Lanciano, 1931.
- La nozione del tempo secondo Aristotele. Lanciano 1933.
- La fisica nuova. Fondamenti di una nuova teoria della scienza. Neapel 1934.
- Il principio della metafisica. Neapel 1936.
- La struttura dell’esistenza. Turin 1939.
- Bernardino Telesio e la filosofia del Rinascimento. Mailand 1941.
- Introduzione all’esistenzialismo. Mailand 1942.
  - Philosophie des menschlichen Konflikts. Eine Einführung in den Existentialismus. Übersetzt von Ernesto Grassi und Rudolf Ringguth. Rowohlt, Reinbek 1957 (= rowohlts deutsche enzyklopädie. Band 43).
- Filosofia religione scienza. Turin 1947.
- L’esistenzialismo positivo. Olumlu Varoluşçuluk, Turin 1948.
- Possibilità e libertà. Olanaklılık ve Özgürlük, Turin 1956.
- Storia della filosofia. Felsefe Tarihi, Turin 1966.
- Per o contro l’uomo. Mailand, 1968.
- Fra il tutto e il nulla. Mailand 1973.
- Questa pazza filosofia ovvero l’Io prigioniero. Mailand 1979.
- a saggezza della filosofia. I problemi della nostra vita. Mailand 1987.
- Dizionario di filosofia. Turin 1987.
- Ricordi di un filosofo. Mailand 1990. Autobiographie.
- Scritti neoilluministici. Turin 2001.